# 2011 في المكسيك
فيما يلي قوائم الأحداث التي وقعت خلال عام 2011 في المكسيك.

## أفلام
من الأفلام التي صدرت هذه السنة في المكسيك:
- 1 يناير – إنقاذ الجندي بيريز
- 1 يناير – بيوتيفول من إخراج أليخاندرو غونزاليز إيناريتو.

## برامج ومسلسلات وأنمي
- انتصار الحب

## وفيات

### يناير
- 6 يناير – سوزانا تشافيز (مواليد 1974) ناشطة مكسيكية.

### مارس
- 29 مارس – هومبيرتو تابيا (مواليد 1986) ملاكم مكسيكي.

### يوليو
- 12 يوليو – ألفونسو بيريز سيرانو جروفاس (مواليد 1950) عالم فلك مكسيكي.
- 22 يوليو – ليندا كريستيان (مواليد 1923)

### أغسطس
- 11 أغسطس – اجناسيو فلوريس (مواليد 1953) لاعب كرة قدم مكسيكي.

### أكتوبر
- 24 أكتوبر – هيكتور لوبيز (مواليد 1967) ملاكم مكسيكي.